# Entephria effusa
Entephria effusa là một loài bướm đêm trong họ Geometridae.